# 198-я пехотная дивизия (вермахт)
198-я пехотная дивизия  (нем. 198. Infanterie-Division) — тактическое соединение сухопутных войск вооружённых сил нацистской Германии периода Второй мировой войны.

## Формирование
198-я пехотная дивизия была сформирована 1 декабря 1939 во время 7-й мобилизации в военном округе протектората Богемии и Моравии (нем. Wehrkreis Böhmen und Mähren) из личного состава резервных частей.

## Районы боевых действий
- Протекторат Богемии и Моравии (декабрь 1939 — апрель 1940);
- Дания (апрель — июнь 1940);
- Франция (июнь 1940 — февраль 1941);
- Румыния (февраль — июнь 1941);
- СССР (южное направление) (июнь 1941 — июнь 1944);
- Франция (июнь 1944 — март 1945);
- Южная Германия (март — май 1945).

## Командование
Командиры
- генерал от инфантерии Отто Рёттиг (нем. Otto Röttig (10 января 1940 — 10 апреля 1942)
- полковник, с 5 июля 1942 генерал-майор Альберт Бак (нем. Albert Buck (10 апреля — 6 сентября 1942, погиб в бою в Новороссийск [a]);
- полковник, с 1 октября 1942 генерал-майор Йоханн Людвиг Мюллер (нем. Johann Ludwig Müller (6 сентября 1942 — 5 февраля 1943)
- генерал-лейтенант Ганс-Йоахим фон Горн (нем. Hans-Joachim von Horn (5 февраля 1943 — 1 июня 1944)
- генерал-майор Отто Рихтер (нем. Otto Richter (1 июня — 1 августа 1944, ТИО)
- генерал-лейтенант Курт Оппенландер (нем. Kurt Oppenländer (1 — 5 августа 1944)
- генерал-майор Альфред Кюхнерт (нем. Alfred Kuhnert (5 августа — 1 сентября 1944)
- генерал-майор Отто Шиль (нем. Otto Schiel (1 сентября 1944 — 18 января 1945)
- генерал-майор Конрад Барде (нем. Konrad Barde (18 января — 26 апреля 1945)
- генерал-лейтенант Гельмут Штадке (нем. Helmuth Städke (26 апреля — 8 мая 1945).

### Комментарии
1. ↑  Убит в районе Новороссийска разведгруппой 723-го стрелкового полка[1]

### Сноски
1. ↑  Могила генерал-майора вермахта Альберта Бука, убитого под Новороссийском. Дата обращения: 16 апреля 2020. Архивировано 18 февраля 2020 года.